# 板倉工法
板倉工法（いたくらこうほう、板倉構法） とは壁材に横板を用い、壁塗りを行わない簡素な木造建築の伝統工法である。中部の木曽川沿いや信州の山間部に多く見られるこの工法は、壁塗りを行わないため左官が必要なく、大工のみで建てることができたという。施工の作業内容から、落とし板倉、落とし込み板壁工法とも呼ばれる。

## 概要
木材の柱の側面に溝を彫り、その溝にそって横板を落としこむ。規格化された板倉工法では以下の手順で壁面を構築する。強度および防火性を確保するために板壁は6cm程度の厚みが必要であり、落とし込み板と木ずりの2重構造にすることで厚みを確保する。
1. 120mm角柱を通柱として約1mごと（規格上最大幅は2m）に立てる
2. 厚さ30mm、幅135mm、長さ910mmの落とし込み板（杉材）を通柱に掘られた溝に合わせて横に落としこんでいく
3. 厚さ24mm、幅150mmの木ずり(針葉樹材)を落とし込み板の外側に縦に並べる
4. 木ずりの外側から柱の両側に21mm×45mmの柱際板で補強する

## 利点
- 落とし込んだ厚板がそのまま化粧材となる
- 板壁のみで適度な保温性、通気性、保湿性を保つ
  - 保湿性を保ちつつ、適度な通気性もあるため、冬季の結露も起こりにくい
- 比較的高い防音性がある
- 柱や梁、壁と全て木材のみで構築できるため、自然素材の使用が増える
- 板壁自体が強度を持つため柱の強度を節約でき、同じ敷地面積で部屋が広く取れる[8]
- 従来工法と比べ板材が細くて済むため、国産材を利用しやすい
- 「壁倍率」、「防火構造」について国土交通省の認可
  - 準防火地域内でも建築可能になった
- 落とし込み板の大きさが規格化され、国内で大量生産できる体制が整いつつあるため、材木量の割には安価に入手できる
- シックハウス症候群となる人工物を含まない形で建築可能
- 単純な構造なので改修しやすい[9]

## 欠点
- 落とし込み板の拘束が弱く滑りやすい[1]
- ダボで滑りを抑える場合、工数がかかる
- 落とし込み板が経年劣化で収縮したり反る
- 従来工法と比べ3倍以上の木材が必要になるため原価が高くなる
- 大量の木材を組み立てるため、人件費も高くなる

## より発展的な工法
- パネル式板倉構法[8]
  - 落とし板を予め並べて１枚のパネルにし、手作業でなくクレーンで一気に落としこむことで工数が大幅に削減される
- ささら板壁構法[10]
  - 落とし板同士を楔蟻継(くさびありつぎ)でつなぎ合わせることで、通常の板壁工法(1.8m幅で壁倍率1.1倍)に比べ大幅に強度を増す(同壁倍率2.9-4.4倍)ことができる

## 参考
- 信州カラマツ板倉の会
- 徳島県木の家づくり協会
- 中千木材